# Grodnica (województwo dolnośląskie)
Grodnica (niem. Gieshübel) – wieś w Polsce położona w województwie dolnośląskim, w powiecie lubańskim, w gminie Olszyna. Grodnica to niewielka wieś leżąca na Pogórzu Izerskim, u północno-zachodniego podnóża Wzniesień Radoniowskich, w zakolu Kwisy, na wysokości około 280–300 m n.p.m.
W latach 1975–1998 miejscowość administracyjnie należała do województwa jeleniogórskiego.